# La última noche
La última noche é um filme mexicano de 2005.

## Elenco
- Mariana Ávila ...  Luzma
- Andrés García ...  Fabián
- Cecilia Gabriela ...  Gloria
- Elizabeth Valdez ...  Elena
- Ricardo Palacio ...  Fernando
- Melissa Perea ...  Eva
- Juan Pablo Medina ...  Sergio
- Paola Hinojos ...  Rosa
- David Galindo ...  Fabricio
- Miguel Rodarte ...  Pablo
- Alexis Ayala ...  Cirujano
- Fernando Becerril ...  Don Ramiro
- Max Kerlow ...  Don Cecilio
- David Ostrosky ...  Papá Elena
- Juan Carlos Colombo ...  Papá Fernando
- Pamela Trueba ...  Luisa
- Margarita Gralia ...  Margarita
- Rodrigo Cabello ...  Locutor
- Miguel Pizarro ...  Ginecologista
- René Campero ...  Urologista
- Juan Ángel Esparza ...  Paciente
- Erika Swain ...  Repo